# Dieter Braun
Dieter Braun   (Ulm, 2 de febrer de 1943) és un antic pilot de motociclisme alemany que va guanyar dos Campionats del Món a començaments de la dècada del 1970: el de 125cc de 1970 amb una Suzuki i el de 250cc de 1973 amb una Yamaha TZ 250. Braun va estar competint als Grans Premis de 1968 a 1976.
Dieter Braun va córrer també en curses d'automobilisme i el 1975 va participar en cinc curses del Campionat d'Europa de Fórmula 2 amb l'equip Warsteiner Eurorace. La seva carrera es va acabar després d'un greu accident a la cursa de 350cc del Gran Premi d'Àustria de motociclisme de 1977, a Salzburgring.

## Fites
Amb la seva victòria al TT de l'Illa de Man de 1970, Braun va esdevenir un dels set únics pilots a haver guanyat mai una cursa del TT al seu primer intent. A causa de la longitud del circuit, de 37,7 milles (60,7 km), als competidors els calen sovint dos o tres intents per a aprendre'n els matisos.
Braun també és conegut per un incident que es va esdevenir immediatament després de la seva victòria al Gran Premi de l'Alemanya Oriental la temporada de 1971. Mentre sonava l'himne nacional de l'Alemanya Occidental durant la cerimònia de lliurament de trofeus, els espectadors de l'Alemanya de l'Est van començar a corejar l'himne. El govern de la RDA va reaccionar convertint l'any següent el seu Gran Premi en una cursa només per a pilots convidats expressament i el 1973, la cursa va ser eliminada del calendari del mundial de motociclisme.

## Resultats al Mundial de motociclisme
Barem de puntuació de 1950 a 1968:
| Posició | 1 | 2 | 3 | 4 | 5 | 6 |
| Punts   | 8 | 6 | 4 | 3 | 2 | 1 |

Barem de puntuació de 1969 a 1987:
| Posició | 1  | 2  | 3  | 4 | 5 | 6 | 7 | 8 | 9 | 10 |
| Punts   | 15 | 12 | 10 | 8 | 6 | 5 | 4 | 3 | 2 | 1  |

(Ids. Grans Premis | Llegenda) (Curses en negreta indiquen pole; curses en  itàlica indiquen volta ràpida)
| Any  | Categoria | Equip      | 1     | 2      | 3     | 4      | 5     | 6     | 7     | 8     | 9     | 10    | 11    | 12    | 13    | Punts | Posició | Victòries |
| ---- | --------- | ---------- | ----- | ------ | ----- | ------ | ----- | ----- | ----- | ----- | ----- | ----- | ----- | ----- | ----- | ----- | ------- | --------- |
| 1968 | 125cc     | MZ         | GER 4 | ESP -  | IOM - | NED 5  | DDR - | CZE 4 | FIN - | ULS 5 | NAT 6 |       |       |       |       | 11    | 7è      | 0         |
| 1969 | 125cc     | Suzuki     | ESP - | GER 2  | FRA - | IOM -  | NED - | BEL 2 | DDR - | CZE 2 | FIN 4 |       | NAT - | YUG 1 |       | 59    | 2n      | 1         |
| 1969 | 250cc     | MZ         | ESP 7 | GER -  | FRA - | IOM -  | NED 6 | BEL - | DDR - | CZE 6 | FIN 5 | ULS - | NAT - | YUG - |       | 20    | 10è     | 0         |
| 1970 | 125cc     | Suzuki     | GER - | FRA 1  | YUG 1 | IOM 1  | NED 1 | BEL - | DDR 2 | CZE 2 | FIN - |       | NAT - | ESP 4 |       | 84    | 1r      | 4         |
| 1970 | 250cc     | MZ         | GER - | FRA -  | YUG - | IOM NC | NED 4 | BEL - | DDR - | CZE 8 | FIN - | ULS - | NAT 4 | ESP - |       | 19    | 14è     | 0         |
| 1970 | 350cc     | MZ         | GER - |        | YUG - | IOM NC | NED - |       | DDR - | CZE 5 | FIN - | ULS - | NAT 6 | ESP 5 |       | 17    | 11è     | 0         |
| 1971 | 125cc     | Suzuki     | AUT 4 |        |       |        |       |       |       |       |       |       |       |       |       | 54    | 4t      | 0         |
| 1971 | 125cc     | Maico      |       | GER -  | IOM - | NED 4  | BEL 3 | DDR 4 | CZE - | SWE 4 | FIN 2 |       | NAT - | ESP - |       | 54    | 4t      | 0         |
| 1971 | 250cc     | Yamaha     | AUT - | GER -  | IOM - | NED 3  | BEL 3 | DDR 1 | CZE - | SWE - | FIN 3 | ULS 3 | NAT - | ESP - |       | 58    | 5è      | 1         |
| 1971 | 350cc     | Yamaha     | AUT - | GER -  | IOM - | NED -  |       | DDR - | CZE - | SWE - | FIN - | ULS 2 | NAT - | ESP - |       | 12    | 16è     | 0         |
| 1972 | 125cc     | Maico      | GER - | FRA -  | AUT 7 | NAT -  | IOM - | YUG - | NED - | BEL 6 | DDR - | CZE 5 | SWE - | FIN 3 | ESP - | 25    | 8è      | 0         |
| 1972 | 250cc     | Maico      | GER 2 | FRA 9  | AUT - | NAT -  | IOM - | YUG - | NED - | BEL 4 | DDR - | CZE - | SWE - | FIN - | ESP - | 22    | 12è     | 0         |
| 1972 | 350cc     | Yamaha     | GER - | FRA 6  | AUT - | NAT 8  | IOM - | YUG 2 | NED 4 |       | DDR 3 | CZE 3 | SWE 9 | FIN - | ESP - | 54    | 4t      | 0         |
| 1973 | 250cc     | Yamaha     | FRA - | AUT -  | GER 4 |        | IOM - | YUG 1 | NED 1 | BEL - | CZE 1 | SWE 1 | FIN 2 | ESP - |       | 80    | 1r      | 4         |
| 1973 | 350cc     | Yamaha     | FRA - | AUT 6  | GER - | NAT 7  | IOM - | YUG 2 | NED 5 |       | CZE 5 | SWE - | FIN - | ESP - |       | 33    | 8è      | 0         |
| 1974 | 250cc     | Yamaha     |       | GER -  |       | NAT -  | IOM - | NED - | BEL 2 | SWE 5 | FIN 3 | CZE 3 | YUG 3 | ESP 3 |       | 58    | 2n      | 0         |
| 1974 | 350cc     | Yamaha     | FRA - | GER -  | AUT 3 | NAT -  | IOM - | NED 2 |       | SWE 4 | FIN 3 |       | YUG 3 | ESP 2 |       | 62    | 2n      | 0         |
| 1974 | 500cc     | Yamaha     | FRA - | GER -  | AUT 5 | NAT -  | IOM - | NED - | BEL 3 | SWE - | FIN - | CZE 5 |       |       |       | 22    | 7è      | 0         |
| 1975 | 125cc     | Morbidelli | FRA - | ESP -  | AUT - | GER -  | NAT - |       | NED - | BEL - | SWE - |       | CZE - | YUG 1 |       | 15    | 11è     | 1         |
| 1975 | 250cc     | Yamaha     | FRA - | ESP -  |       | GER 8  | NAT 4 | IOM - | NED 3 | BEL 8 | SWE 6 | FIN 4 | CZE 3 | YUG 1 |       | 56    | 3r      | 1         |
| 1975 | 350cc     | Yamaha     | FRA - | ESP 5  | AUT - | GER 2  | NAT 4 | IOM - | NED 1 | BEL - | SWE - | FIN 5 | CZE - | YUG - |       | 47    | 4t      | 1         |
| 1975 | 500cc     | Yamaha     | FRA - | ESP -  | AUT 6 | GER 6  | NAT - | IOM - | NED - | BEL - | SWE 5 | FIN - | CZE - | YUG - |       | 16    | 13è     | 0         |
| 1976 | 250cc     | Yamaha     | FRA - |        | NAT - | YUG 1  | IOM - | NED 9 | BEL 7 | SWE 2 | FIN 6 | CZE 7 | GER 4 | ESP - |       | 42    | 6è      | 1         |
| 1976 | 350cc     | Morbidelli | FRA - | AUT 5  | NAT - | YUG -  | IOM - | NED 9 |       |       | FIN 2 | CZE - | GER 8 | ESP - |       | 23    | 11è     | 0         |
| 1976 | 500cc     | Suzuki     | FRA 8 | AUT 15 | NAT 9 |        | IOM - | NED - | BEL 6 | SWE - | FIN 6 | CZE - | GER - |       |       | 15    | 17è     | 0         |